# Knivskjellodden
Knivskjellodden (eller Knivskjelodden) er en landtunge på den norske ø Magerøya. Knivskjellodden (knivskjell betyder knivmusling og beskriver halvøens form). Den ligger nogle kilometer vest for Nordkap og med en beliggenhed på 71° 11' 8" nordlig bredde også lidt nordligere, hvad der gør Knivskjellodden til Europas nordligste punkt, hvis man medregner småøer ved kysten. Kinnarodden er det nordligste punkt på det europæiske fastland. Vandreturen til Knivskjellodden er ca. 4 km, og er ikke tydeligt markeret (slidte markeringer). Turen går over snefelter, ned/op ad en brat skrænt, over klipper, inden man når varden og skabet, hvor der ligger en turbog.
71°11′4″N 25°40′26″Ø / 71.18444°N 25.67389°Ø